# BM 시우다드 레알
BM 시우다드 레알(BM Ciudad Real)은 카스티야라만차지방의 시우다드레알을 근거로 하는 프로 핸드볼 팀이다. 1983년 창단되었으며
스페인 프로 핸드볼의 최상위 리그인 리가 아소발에 참가하고있다.

## 역대 성적
- 리가 아소발 우승 5회
  - 우승:2003-04, 2006-07, 2007-08, 2008-09, 2019-10
  - 준우승:2002-03
- EHF 챔피언스리그 우승 3회
  - 우승:2005-06, 2007-08, 2008-09
  - 준우승:2004-05